# Posavina (région)
Pour les articles homonymes, voir Posavina.

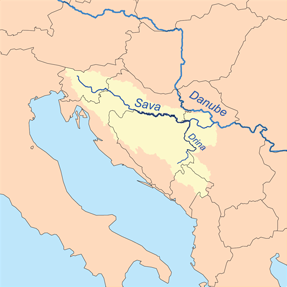
Carte de la Posavina.

Posavina (en bosnien, en serbe latin, en croate et en slovène : Posavina ; en serbe cyrillique : Посавина) est un terme slave pour désigner le bassin de la Save en Croatie, en Bosnie-Herzégovine et en Serbie.

## Géographie
La vallée de la Save draine la plaine de Pannonie, de Zagreb et Sisak à l'ouest, jusqu'à la confluence avec le Danube (à l'est). La rivière elle-même délimite historiquement la Croatie de la Bosnie-Herzégovine.
La moitié occidentale de ce bassin (dépression de la Save) forme depuis 1945 le plus gros foyer de population du nord de la Croatie, et un important carrefour commercial.
La moitié orientale, qui part de Vukovar, comprend deux région : la Syrmie et, tout à fait à l'est, la Batchka.

## Histoire
Dans la première moitié du XVIIIe (xviiie siècle), la section Save-Danube (Posavina-Podunavlje) section de la Frontière militaire autrichienne existait à cet endroit. La Posavina comprenait des parties de la Slavonie et de la Syrmie et elle s'étendait entre Nova Gradiška et la confluence de la Drina et de la Save.
Entre 1929 et 1939, une des provinces du royaume de Yougoslavie était connue sous le nom de Banovina de la Save, avec comme capitale Zagreb. En 1939, la Banovina de la Save fut réunie à la banovine du Littoral pour former la banovina de Croatie.
Aujourd'hui, un des comitats de Croatie porte le nom de Brod-Posavina et un des cantons de la fédération de Bosnie-et-Herzégovine s'appelle canton de la Posavina.

## Villes de la Posavina
- en Croatie :
  - Nova Gradiška
  - Slavonski Brod
  - Županja

- en Bosnie-Herzégovine :
  - Orašje
  - Brčko
  - Derventa
  - Gradiška
  - Brod
  - Šamac

- en Serbie :
- Sremska Mitrovica
- Šabac
- Obrenovac
- Belgrade, capitale de la Serbie
- Novi Beograd, un quartier de Belgrade

## Galerie

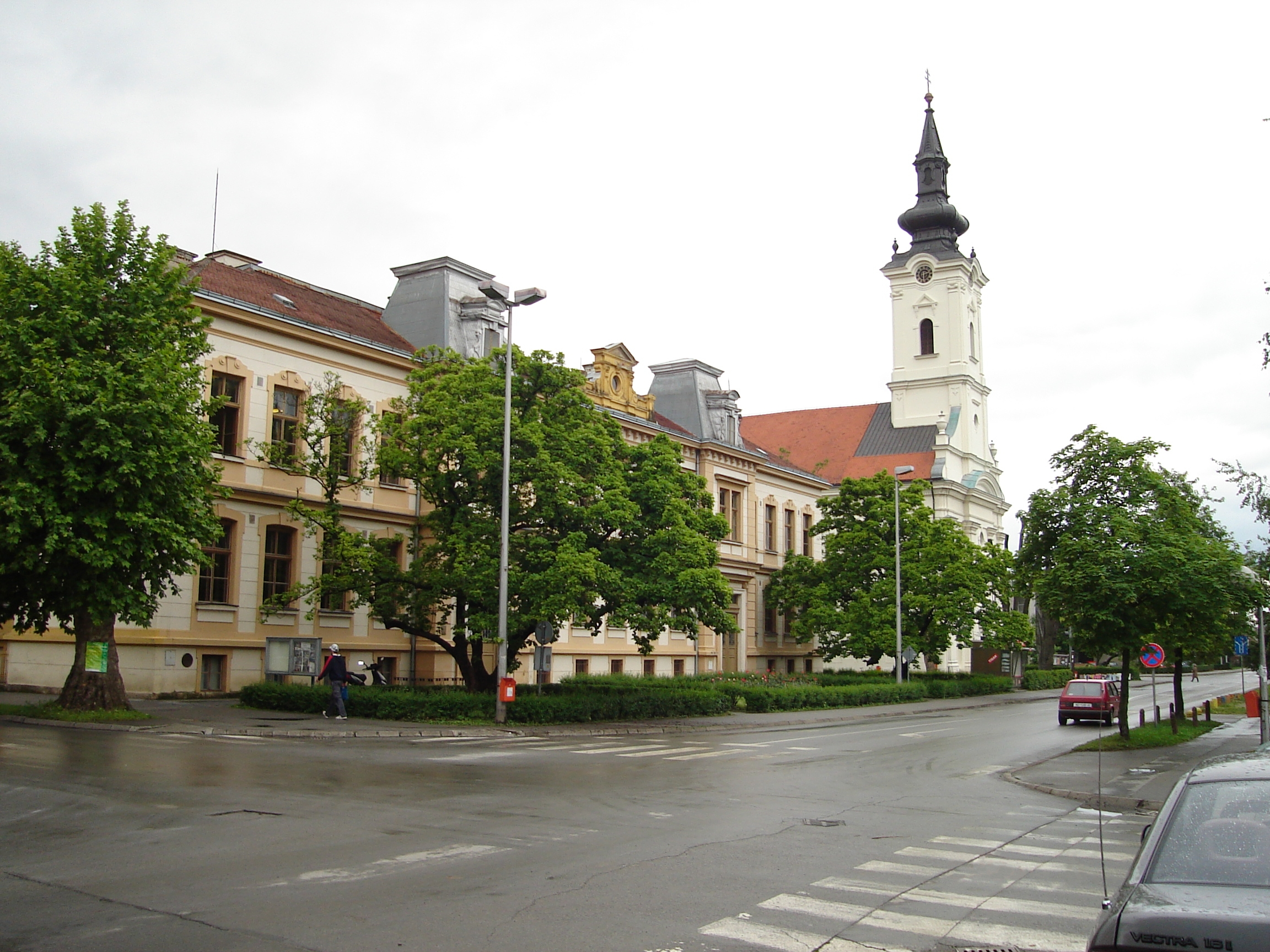
Nova Gradiška
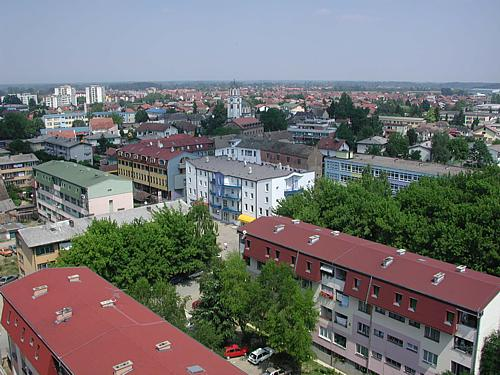
Gradiška
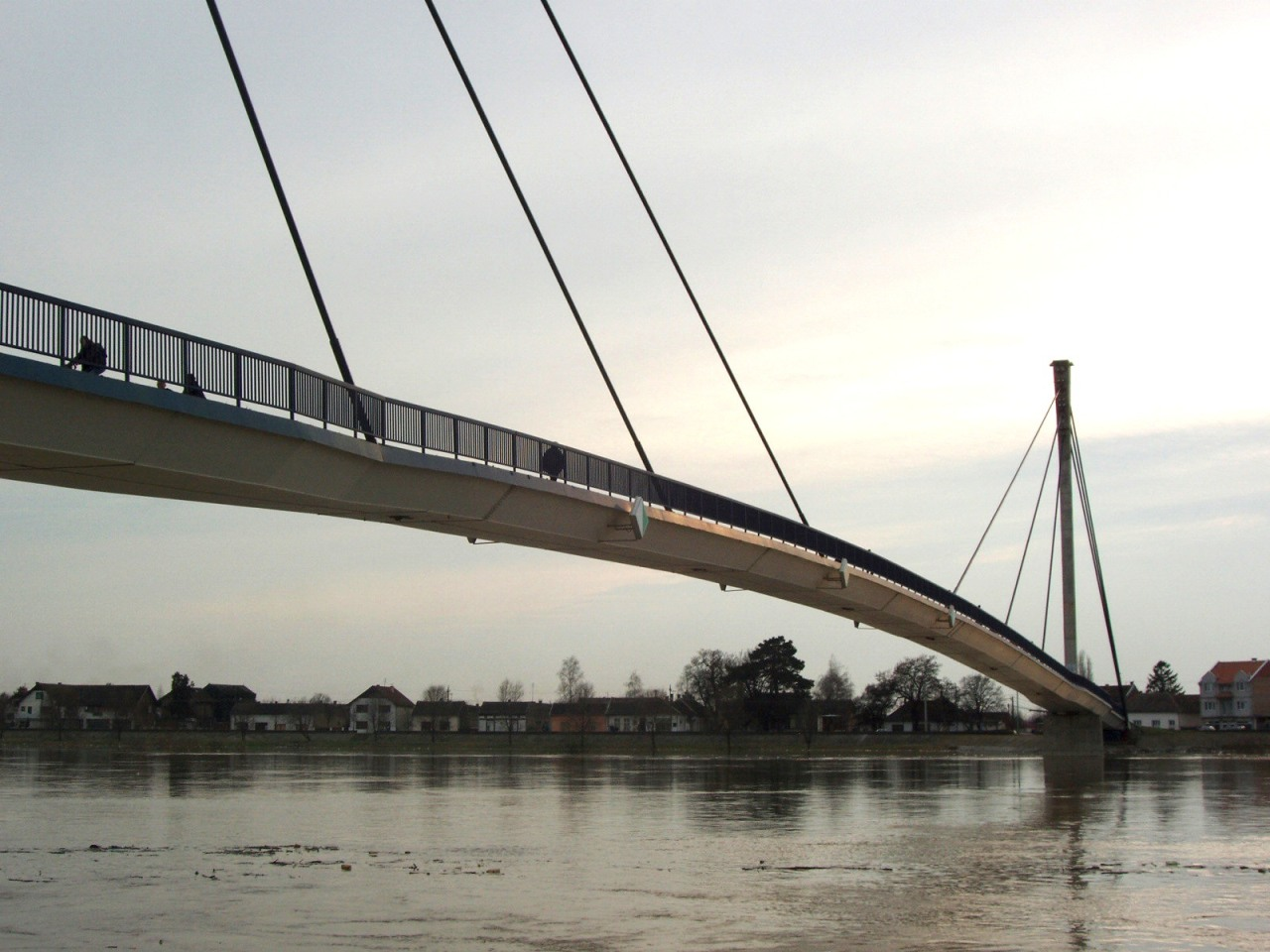
Le pont Saint-Irénée sur la Save à Sremska Mitrovica
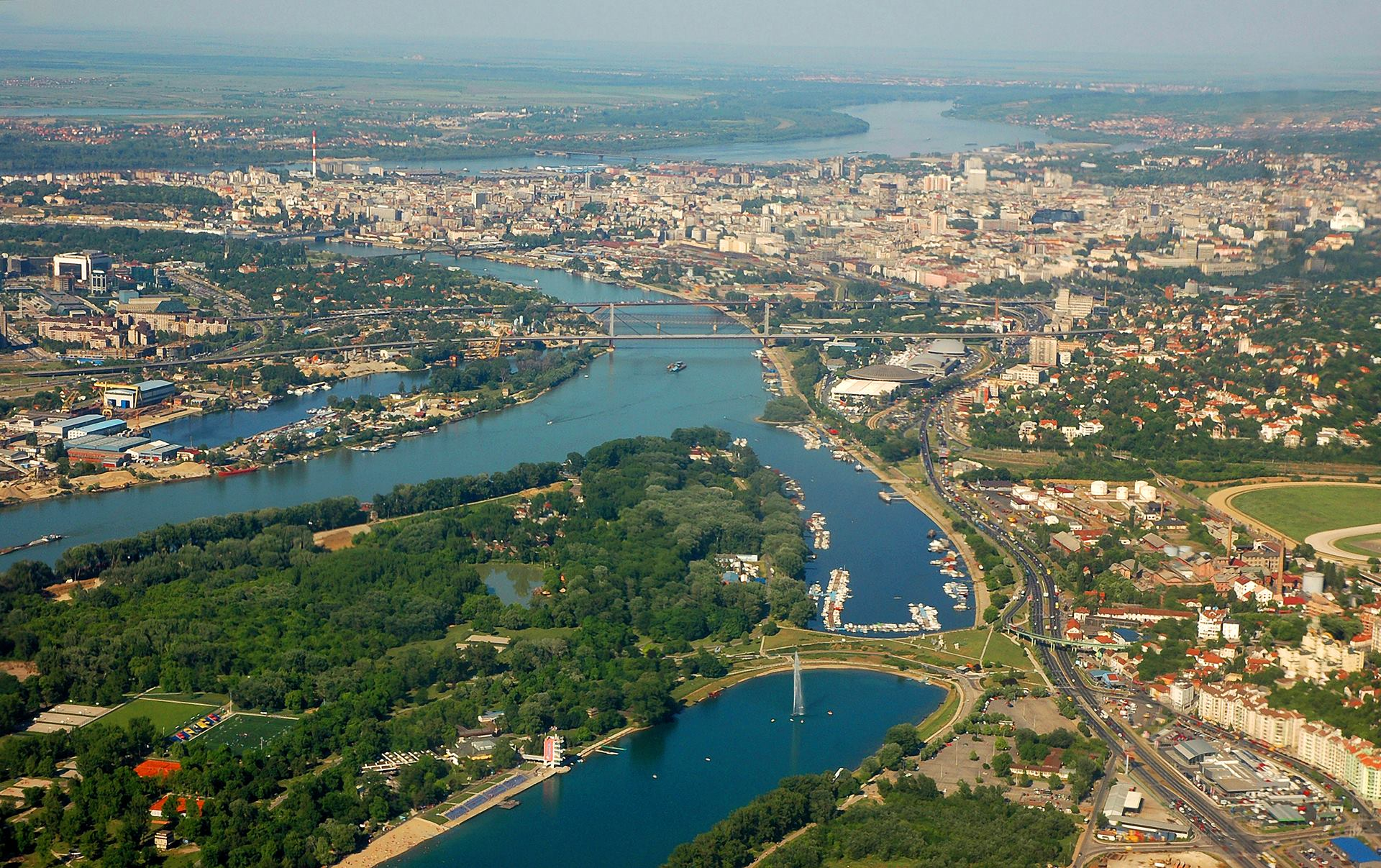
Belgrade
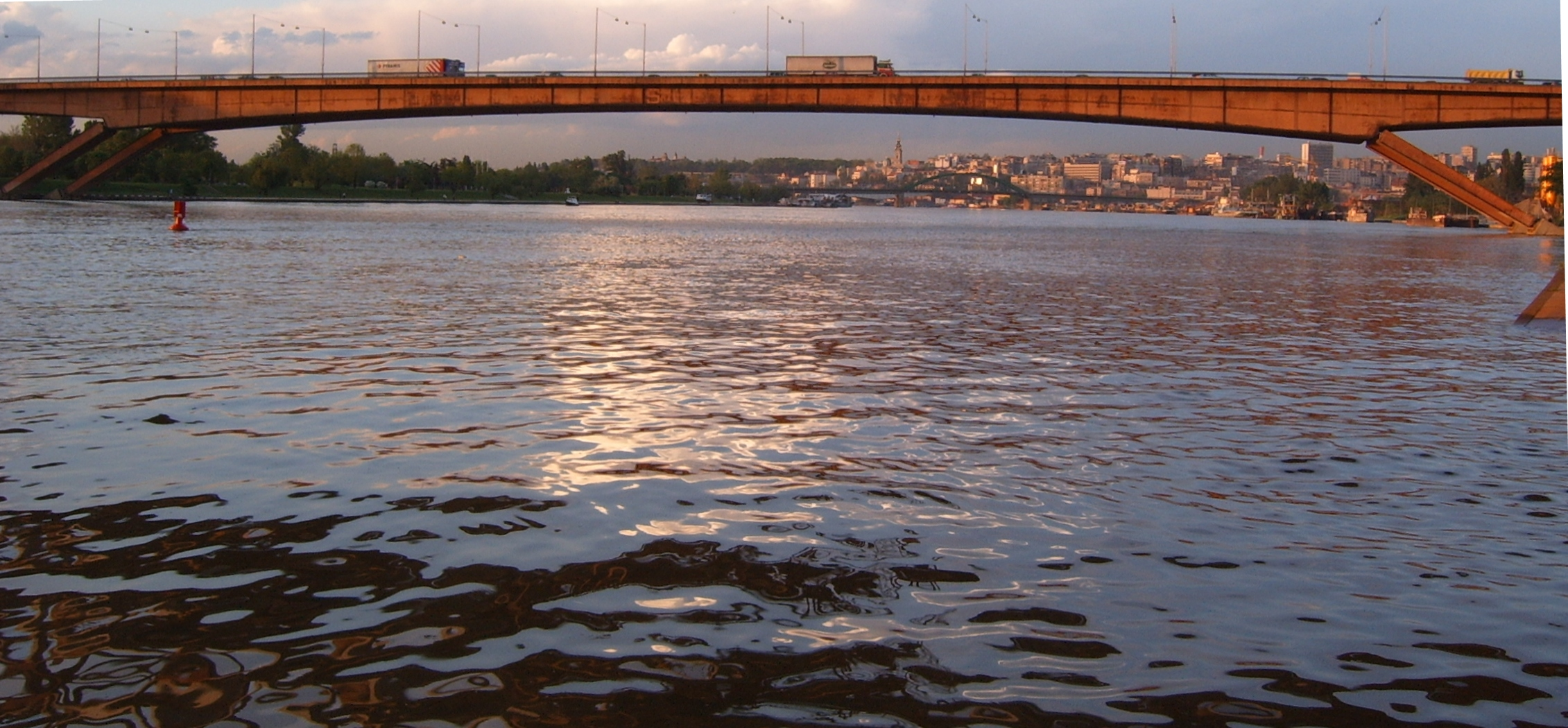
Le pont de Gazela sur la Save à Belgrade
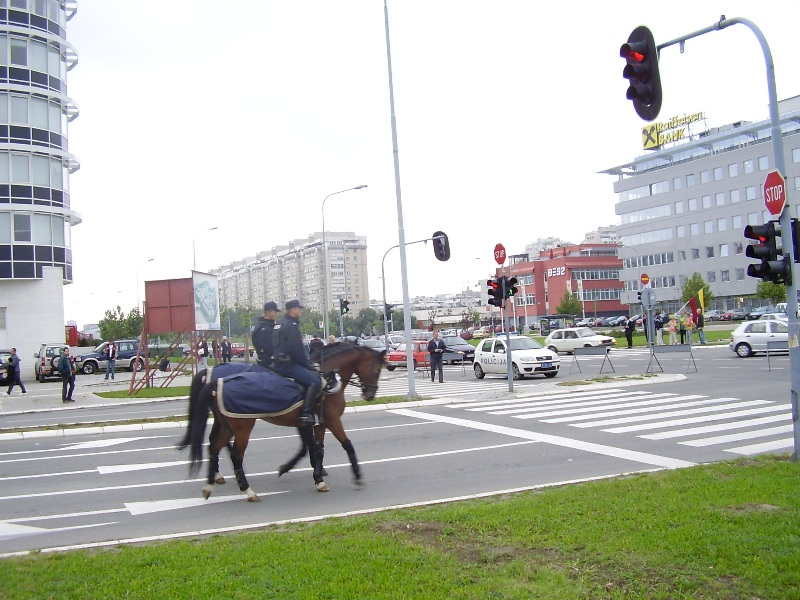
Novi Beograd